# Berta (nombre)
Berta es un nombre de pila femenino de origen germano en su variante en español, hipocorístico de un nombre proveniente de la raíz germánica berht (‘brillo, resplandor’).

## Santoral
- 1 de mayo: Santa Berta de Kent, princesa merovingia que introdujo el cristianismo en Inglaterra.
- 4 de julio: Santa Berta de Blangy, esposa y abadesa, fundadora del monasterio de Artois.

## Variantes
1. Alberta
2. Adalberta
3. Berta[1]
4. Filiberta
5. Giselberta[2]
6. Mamerta[3]
7. Huberta[4]
8. Norberta[5]
9. Roberta
10. Ruperta[6]
11. Rigoberta[7]